# Radoslav Zabavník
Radoslav Zabavník (ur. 16 września 1980 w Koszycach) – słowacki piłkarz grający na pozycji bocznego obrońcy.

## Kariera klubowa
Zabavník pochodzi z Koszyc. Karierę piłkarską rozpoczął w klubie 1. FC Košice. W sezonie 1998/1999 zadebiutował w jego barwach w pierwszej lidze słowackiej. W pierwszych dwóch sezonach był rezerwowym, a już w sezonie 2000/2001 zaczął występować w pierwszym składzie klubu, a w 2002 roku odszedł do MŠK Žilina. Graczem Žiliny był przez dwa sezony i wtedy też osiągnął największe sukcesy za czasów gry na Słowacji. W 2002 i 2003 roku dwukrotnie z rzędu zdobywał z nią mistrzostwo kraju.
W 2004 roku Zabavník wyjechał z kraju i trafił na zasadzie wolnego transferu do bułgarskiego CSKA Sofia. Jako boczny obrońca zdobył przez półtora roku w rozgrywkach bułgarskiej Grupy A 7 goli. W 2005 roku został z CSKA mistrzem Bułgarii. Na początku 2006 roku odszedł do czeskiej Sparty Praga. W 2006 roku zdobył ze Spartą Puchar Czech, a sukces ten powtórzył jeszcze dwukrotnie z rzędu w dwóch kolejnych sezonach. W 2007 roku został też mistrzem Czech.
Na początku 2008 roku Słowak został sprzedany do beniaminka rosyjskiej Premier Ligi, Tereka Grozny. W niej zadebiutował 14 marca w przegranym 0:3 meczu z Krylją Sowietow Samara. W Tereku grał przez 2 lata.
W 2010 roku Zabavník został piłkarzem 1. FSV Mainz 05. W Bundeslidze zadebiutował 7 lutego 2010 w wygranym 1:0 meczu z Borussią Mönchengladbach. Karierę kończył w SV Sandhausen w 2014 roku.
| Sezon   | Klub            | Kraj     | Rozgrywki      | Mecze | Bramki |
| ------- | --------------- | -------- | -------------- | ----- | ------ |
| 1998/99 | 1. FC Košice    | Słowacja | Corgoň Liga    | 1     | 0      |
| 1999/00 | 1. FC Košice    | Słowacja | Corgoň Liga    | 6     | 0      |
| 2000/01 | 1. FC Košice    | Słowacja | Corgoň Liga    | 32    | 3      |
| 2001/02 | 1. FC Košice    | Słowacja | Corgoň Liga    | 29    | 6      |
| 2002/03 | MŠK Žilina      | Słowacja | Corgoň Liga    | 32    | 5      |
| 2003/04 | MŠK Žilina      | Słowacja | Corgoň Liga    | 33    | 5      |
| 2004/05 | CSKA Sofia      | Bułgaria | Grupa A        | 29    | 6      |
| 2005/06 | CSKA Sofia      | Bułgaria | Grupa A        | 12    | 1      |
| 2005/06 | Sparta Praga    | Czechy   | Gambrinus Liga | 14    | 1      |
| 2006/07 | Sparta Praga    | Czechy   | Gambrinus Liga | 23    | 0      |
| 2007/08 | Sparta Praga    | Czechy   | Gambrinus Liga | 4     | 0      |
| 2008    | Terek Grozny    | Rosja    | Priemjer-Liga  | 25    | 1      |
| 2009    | Terek Grozny    | Rosja    | Priemjer-Liga  | 26    | 0      |
| 2009/10 | 1. FSV Mainz 05 | Niemcy   | Bundesliga     | 12    | 0      |
| 2010/11 | 1. FSV Mainz 05 | Niemcy   | Bundesliga     | 20    | 0      |
| 2011/12 | 1. FSV Mainz 05 | Niemcy   | Bundesliga     | 14    | 0      |
| 2012/13 | 1. FSV Mainz 05 | Niemcy   | Bundesliga     | 17    | 0      |
| 2013/14 | SV Sandhausen   | Niemcy   | 2. Bundesliga  | 0     | 0      |

## Kariera reprezentacyjna
W reprezentacji Słowacji Zabavník zadebiutował 30 kwietnia 2003 roku w zremisowanym 2:2 towarzyskim spotkaniu z Grecją. Od czasu debiutu stał się jednym z podstawowych graczy kadry narodowej. W 2010 roku wziął udział w Mistrzostwach Świata w Piłce Nożnej 2010.